# BPM2022
BPM2022（ビーピーエム・ツーオウツーツー）は、FMヨコハマにて2012年10月1日から2017年3月31日まで放送されたラジオ番組である。

## 概要
- 新旧の洋楽満載で放送する洋楽専門番組である。
- 番組名のBPMは『BEST POP MUSIC』や『BEATS PER MINUTE』という意味のダブルネーミングである。
- 番組名の2022は番組放送時間帯の『20時から22時』という意味である。
- 『七色ボイス』の二つ名で名高いDJ鈴木裕介の様々な生声でマッサマンやボンクーラ先生などの複数のキャラクターを演じている。
- 2016年4月1日より、金曜日は『BPM2022〜U-MORE!〜 』としてワンマンDJスタイルで放送。『U-MORE!』は『もっとアナタ（ユー）に、もっと（ユー）スケを』という意味である。金曜版については同項目を参照。
- 2017年4月より、月 - 木曜は同枠にて新番組『PRIME TIME』がスタートすることから、平日版のBPM2022は同年3月をもって終了した。

## 出演者、スタッフ
- パーソナリティ

鈴木裕介
- スタッフ

大魔王
エコミチ君

## コーナー
- 20:30 - Energy Song

アップビートな曲を特集するコーナー。
- 20:50 - FM YOKOHAMA NEWS

当日の出来事を振り返る。
- 21:00 - BPM Music World

特集コーナー。火曜・水曜は「洋楽因数分解」と題して、1曲をじっくりと解説する。
- 21:20 - 今日の一枚

日本と関係がある洋楽の曲を紹介するコーナー。
- 21:40 - SPORTS LINE

当日のスポーツ関連のニュースを届ける。

### 週一・不定期コーナー
週一または不定期、スペシャルウィークに開催されるコーナー
- ハッスルタイム (木曜日限定)

リスナーの日々のモヤモヤやお祝い事をエコーに乗せて飛ばしてしまおう！というコーナー。
- それゆけボーンクーラー先生 (不定期開催)

音楽理論は分からないが誰よりも音楽好きな謎の音楽研究家が助手のふしあな君と共に洋楽を違った視点から聴くコーナー。
- ミラーボールタイム (スペシャルウィーク限定)

裕介演じる謎のDJマッサマンがダンサブルなミックスを次々かけていくコーナー。

## 過去のコーナー
- BPM NEXT (2014年3月31日終了)

次世代のアーティストを先駆けて日本で紹介するコーナー。
- ROOM2022 (2016年3月31日終了)

珠玉のソウルナンバーを紹介するコーナー。

## 出来事
- Tシャツ探訪

火曜日のブログ限定の小ネタコーナー。スタッフの洋楽関連のTシャツについて熱く紹介するコーナー。
- フリースタイル

2015年4月1日(水)にBPM2022の後の22時からの番組YOKOHAMA RADIO APARTMENT BAY DREAM担当のサイプレス上野とロベルト吉野がニューアルバムリリース記念でゲスト出演し、番組史上初の邦楽がフリースタイルで流れた。